# باشگاه فوتبال ویلا نووا
باشگاه فوتبال ویلا نووا (پرتغالی: Vila Nova Futebol Clube) یک باشگاه فوتبال برزیلی است که در شهر گویانیا در ایالت گوییاس در تاریخ ۲۹ ژوئیه ۱۹۴۳ تاسیس شده است. این باشگاه در سری بی برزیل و همچنین لیگ ایالتی گویانو بازی می‌کند.